# Bătălia de la Little Muddy Creek
Bătălia de la Little Muddy Creek, cunoscută și sub numele de Bătălia Lame Deer, a avut loc pe data de 7 mai 1877, între soldații și cercetașii Statelor Unite și satul triburilor Miniconjou și Cheyenne-ii Nordici. Câmpul de bătălie era în apropierea Little Muddy Creek în teritoriul Montana, lângă orașul contemporan Lame Deer, Montana, Statele Unite.

## Istoric
Pe 1 mai 1877, colonelul Nelson A. Miles a condus o forță armată formată din cea de-a Cincea Infanterie a Statelor Unite, cea de-a 22 Infanterie a Statelor Unite și cea de-a 2 Cavalerie a Statelor Unite în căutarea liderului tribului Miniconjou Lakota, Lame Deer. Pe râul Tongue, cercetașii indieni au descoperit un traseu care conduce spre vest câtre Rosebud Creek, iar colonelul Miles a decis să urmeze această cale alături de cei 471 de ofițeri și soldați aflați sub comanda sa.

## Conflictul
Observând o tabără formată din 61 de cabane pe pârâul Little Muddy, colonelul Miles și-a părăsit infanteria și a pornit spre aceasta alături de cavaleria aflată sub conducerea căpitanului Edward Ball și de infanteria călare aflată sub comanda locotenentului Edward W. Casey. Forțele au în satul lui Lame Deer înainte de zorii zilei la ora 4:30 a.m. Compania H a celei de-a doua Cavalerii sub locotenentul Lovell H. Jerome și infanteria călare sub Casey au început lupta cu un atac al cavaleriei asupra satului. Unul dintre cercetașii indieni ai armatei, Hump, le-a transmis triburilor Lakota și Cheyenne că Miles dorește să negocieze cu aceștia.
Lame Deer l-a abordat pe colonelul Miles alături de nepotul său Iron Star și încă doi indieni. Miles i-a spus acestuia să-și pună jos arma, ceea ce a și făcut, însă îndreptată în sus, gata de tragere. Când White Bull, unul din cercetașii lui Miles, a încercat să-i sustragă pușca lui Iron Star, acesta a tras, glonțul penetrând haina lui White Bull. Lame Deer i-a prins arma și a tras către Miles. Glonțul l-a ratat pe acesta, însă la ucis pe soldatul Charles Shrenger. Ca urmare a acestor împușcături, s-a instalat haosul. Câțiva soldați și membri Lakota au fost loviți în bătaia de focuri. Lame Deer a fost de 17 gloanțe trase de soldații Companiei L din cea de-a 2 Cavalerie. Ca urmare a acestor evenimente, companiile F, G și L au atacat satul indian, mic și lipsit de apărare, distrugându-l și capturând în jur de 450 de cai, jumătate din aceștia fiind uciși. Armata a pierdut patru oameni în încăierare; alții zece au fost răniți în timp ce tribul Lakota a pierdut 5-14 oameni. Alți 20 au fost răniți, iar 40 luați prizonieri.

## Consecințe
Patru Medalii de Onoare au fost acordate soldaților în urma operațiunilor militare. Acestea au fost următoarele:
- Prim Sergent Henry Wilkens, Compania L, 2 Cavalerie a Statelor Unite.
- Potcovar William H. Jones, Compania L, 2 Cavalerie a Statelor Unite.
- Soldat Samuel D. Phillips, Compania H, 2 Cavalerie a Statelor Unite.
- Soldat William Leonard, Compania L, 2 Cavalerie a Statelor Unite.

O Inimă purpurie a fost acordată unui soldat pentru rănile suferite în bătălie. (Doar douăsprezece astfel de medalii au fost acordate pentru Războiul Indian) Aceasta era pentru:
- Soldat David Legge Brainard, Compania L, 2 Cavalerie a Statelor Unite, emisă pe 27 februarie 1933. (De asemenea, Brainard a fost membru între 1881-1884 al Expediției Greeley, fiind unul dintre cei șase supraviețuitori).

## Câmpul de luptă
Câmpul de luptă Little Muddy Creek este localizat în Rosebud County, Montana la aproximativ o milă sud-vest de ceea ce astăzi este orașul Lame Deer, Montana.

## Ordinea de bătaie
Armata Statelor Unite, sub comanda Colonelului Nelson A. Miles,.
- A 2 Cavalerie a Statelor Unite, Companiile F, G, H și L - sub căpitanul Edawrd Ball.
- A 5 Cavalerie a Statelor Unite, Companiile B și H.
- A 22 Cavalerie a Statelor Unite, Companiile E, F, G și H.
- Cercetașii indieni

Americanii nativi, sub comanda Căpeteniei Lame Deer
- Miniconjou Lakota.
- Cheyenne-ii Nordici.